# Osteopelta mirabilis
Osteopelta mirabilis là một loài ốc biển, là động vật thân mềm chân bụng sống ở biển thuộc họ Osteopeltidae.

## Phân bố
Chatham Rise and off the Chatham Islands, New Zealand